# Mimosa exalbescens
Mimosa exalbescens är en ärtväxtart som beskrevs av Rupert Charles Barneby. Mimosa exalbescens ingår i släktet mimosor, och familjen ärtväxter. Inga underarter finns listade i Catalogue of Life.